# 西山朝
西山朝（越南语：／）又稱作西山阮朝，越南朝代名，是越南在1778年至1802年间存在的朝代，享國祚二十四年。1771年出身西山地區的阮岳、阮侣及阮惠三兄弟率領農民起義军，先推翻了廣南國（阮主）的統治，之後一路擴張殲滅了北方的鄭氏政權，1789年滅後黎朝，結束了越南自1527年莫朝建立開始，長達二百六十二年的混亂割據狀態，建立西山政權。

## 西山起義前的越南形勢
自十七世紀開始，越南境內雖然名義上是由後黎朝王室統治，但實際上已分裂成兩部分，分別由定都順化的廣南國阮氏政權控制越南南部，而北方的鄭氏政權則控制了後黎朝王室以及越南北部，定都河內。
鄭氏與阮氏家族都源出於後黎朝開國皇帝黎利（Lê Lợi，1384年或1385年－1433年）的功臣後裔。然而到了十六世紀初期，後黎朝的威穆帝黎濬及襄翼帝黎瀠的昏庸暴虐，導致權臣坐大。1527年，權臣莫登庸憑藉平定叛亂的功績，先後殺死黎昭宗和黎恭皇，篡奪皇位，建立莫朝。不過由於當時不少忠於後黎朝的大臣起兵反抗莫朝，使得越南陷入了內戰狀態。清化右衛殿前將軍、安清侯阮淦（Nguyễn Kim，1476–1545）逃亡在哀牢，居住於岑州（屬清化鎮蠻府）之地，使人訪求黎朝子孫，1532年將黎寧迎接到了哀牢，立之為帝，重建後黎朝，是為黎莊宗。
1545年，阮淦遭人暗殺，而其女婿鄭檢接手控制了整個御林軍，而鄭檢亦隨著征討莫朝，將後黎朝實權握在自己手上，後黎朝皇帝變成一個幾乎沒有實權的橡皮圖章。
1558年，鄭檢將最南方廣南省的統治權交給了妻舅、阮淦之子阮潢（Nguyễn Hoàng，1525年-1613年），阮潢在接下來的55年裡統治著廣南省。他逐漸地鞏固了他的統治，並將他的控制範圍南向延伸，進入了占婆殘存的領土。他周期性地將他的兵力送往北方協助鄭氏，與莫朝長期交戰。
莫朝在1592年被鄭氏政權擊潰後，鄭氏與阮氏家族逐漸交惡，兩者之間的內戰持續了六十多年，試圖控制越南全境，不過雙方勢均力敵，無法徹底消滅另一方。最后雙方並以𤅷江（Linh Giang）為界，阮氏政權和鄭氏政權名義上都尊奉後黎朝皇帝。
越南鄭阮紛爭平息後，越南鄭氏政權和阮氏政權的邊境享受了近百年的和平時光，不過對廣南國阮氏境內的農民來說，他們的生活卻顯得相當艱苦，長期的土地兼併使廣南國境內的土地都掌握在幾個大地主手上，造成社會不穩。為解決土地兼併的問題，廣南國阮氏企圖針對占城、高棉及暹羅，發動對外戰爭，將所侵佔的別國土地分給失地農民，儘管經常取得對外戰爭的勝利，但是頻繁的對外戰爭也令境內百姓不堪其苦。
除此以外，廣南國境內貧富懸殊，以及官員貪污腐敗情況十分嚴重，賣官鬻爵的情況時常發生，對百姓的苛捐雜稅繁多，以上一切都成為「西山起義」的導火線。

## 興起

### 阮氏三兄弟的家世來歷
西山阮氏三兄弟（阮文岳、阮文侶、阮文惠）的四世祖本姓胡，與越南胡朝皇帝胡季犛是同宗（日後之所以改姓阮，據陳仲金所說，由於這是母親的姓氏。而更重要的，是當時南方統治者為阮氏，使用這個姓氏較易取得人心），原居於越南北部鄭氏政權勢力範圍下的乂安省興元縣，在鄭氏政權與阮氏政權交戰當中，被廣南國阮氏軍隊俘虜，並遣送至歸仁府西山邑居住。到阮惠的父親胡丕福時，遷居於堅城邑（今綏遠縣富樂村）。
據學者郭振鐸、張笑梅的考證，阮文惠的先世曾被廣南國阮氏政權朝廷委任為「西山寨主」，阮文惠的兄長阮文岳就曾繼承這個職位，因此說阮氏兄弟並非一般農民家世，而是西山邑裡的一個「下層封建主小康之家」。
阮文惠年少時，曾受到思想啟蒙而萌起起義念頭。他的父親胡丕福，曾向儒者焦獻（原姓張）學習。焦獻因受到權臣張福巒的迫害而逃亡，遇上胡丕福後，認為其子阮文岳、阮文惠具備出色的軍事領悟能力，便激勵他們對抗廣南國阮氏政權。

### 西山起義背景
1738年，阮福濶（Nguyễn Phúc Khoát，1714年－1765年）成為第九代廣南國君主（1738年－1765年），稱號武王（Vũ Vương），他是個貪圖享受、沉迷女色、窮兵黷武的君主，在位期間加重了對百姓稅收，導致了廣南國境內百姓的不滿。阮福濶逝世后，大臣清化貴縣人張福巒（Trương Phúc Loan，？－1776年）矯詔擁立阮福濶第十六子阮福淳嗣位。阮福淳以其擁立有功，封之為國傅、掌戶部事管中、象奇兼艚務。
阮福淳嗣位的時候年僅十一歲，年幼貪玩，不理政事，張福巒縱之不管，甚至引導他四處遊玩。而朝中政務皆歸張福巒管理。廣南國朝中皆為張黨，蔡生等人分據各要職，貪贓枉法。國人皆恨張福巒，將他比作秦檜，稱之為「張秦檜」（Trương Tần Cối）。張福巒又以謀反之罪誅殺反對自己的重臣阮福昱（尊室昱）、阮福文（尊室文）等人，將朝中反對勢力殺害殆盡。
1769年，暹羅吞武里王朝的統治者鄭昭出兵，企圖恢復暹羅對柬埔寨的統治，但事實上是主要針對廣南國阮氏。最后暹羅獲勝，廣南國被迫放棄侵佔柬埔寨的領土。
對外戰事的失敗，沉重的苛捐雜稅，加上張福巒一黨的貪橫和殘暴，導致廣南國境內農民紛紛揭竿而起，其中包括最著名的「西山起義」。出身在西山地區的阮氏三兄弟（阮文岳、阮文侶、阮文惠）在1771年發動農民起義，企圖推翻廣南國阮福淳的統治。

## 征服廣南阮氏
阮氏三兄弟（阮文岳、阮文侶、阮文惠）的西山軍稱他們是真正為百姓而戰，在起義翌年，西山軍擊退廣南國阮氏軍隊的鎮壓，並得到廣南國境內大部分農民的擁護。另一方面，西山軍亦得到部分山區原住民的支持。這與阮文岳的第二任妻子雅都出身巴拿族頗有關係。
阮文惠當時只有19歲，但郤健壯而有軍事膽略，對軍事領悟能力甚高，並且在戰鬥中身先士卒，因而在軍中甚得眾望。他聲稱西山軍的目的是停止廣南國阮氏對百姓的壓榨，重新統一越南，以及重新鞏固后黎朝君主（位於河內）的君權。此外，西山軍亦承諾剷除貪官，以及重新分配田地。

## 扶植華南海盜
西山軍奪得南圻后，仍需海上戰力以對付越南南部的阮氏家族以及北方的鄭氏家族，以鞏固剛建立的西山政府，同時亦急需物資以應付軍事開支。於是便以授與官軍頭銜為誘因，賦予海盜為西山軍募集勢力的權力，在各取所需的情況，華南海盜陳添保、莫官扶、鄭七等人受聘與西山軍建立伙伴關係。在西山政府的認可下，海盜具有封官贈銜的能力，成了吸收兵員的重要手段，小股海盜勢力亦因此日漸壯大，成為一個個包含盜首，頭目稱謂的有龐大組織，建立了一個海盜活動體系，懂得了怎樣在海上使用武器和建立據點。雖然中國官員對華南海盜勢力的增長有所警惕，但由於海盜當時的活動範圍多圍繞越南水域，又鑑於清廷和西山軍的外交問題，清廷與華南海盜的直接衝突尚未白熱化，越南成為華南海盜強而有力的避風港。
不過西山軍被阮福映擊敗后，為了向清廷釋出善意，阮福映開始對華南海盜趕盡殺絕，莫官扶、鄭七等海盜魁首被殺。頓失西山政權依靠的海盜唯有回到廣東沿海地區發展。鄭七死後，鄭一繼其位。盤踞越南之海盜回歸，致使華南海盜的勢力競爭白熱化，海盜各自形成大小規模不同的組織，彼此互相攻擊，華南海盜數量因此曾一度減少。

## 征服北越鄭氏
1785年，西山軍在瀝涔吹蔑之戰擊敗阮福映與暹羅聯軍。次年，阮惠越過海雲關，佔領富春，以擁護後黎朝政權為口號揮軍北上，北伐鄭主。攻克昇龍後，阮惠覲見黎顯宗，獲封為「元帥扶正翊運威國公」，黎顯宗甚至將幼女黎氏玉昕許配給他。然而，與阮惠見面的第二天，顯宗就逝世了。他的孫子黎維祁繼位為帝，史稱昭統帝。

## 稱帝

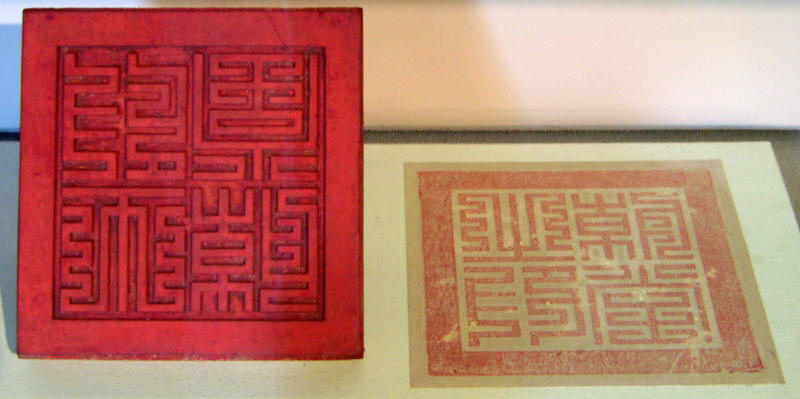
西山朝玉玺

## 歷代君主
西山朝前半段時期是由阮文岳於歸仁號令統治，中半段時期和後半段時期是由阮光平（阮文惠改名）和阮光纘（阮弘瑞改名）父子於富春（現在的順化）號令統治。

### 歸仁朝廷
| 肖像 | 廟號 | 諡號 | 姓名            | 在世         | 在位時間       | 年號及使用时间 | 年號及使用时间 | 陵號 |
| ---- | ---- | ---- | --------------- | ------------ | -------------- | -------------- | -------------- | ---- |
|      | -    | -    | 阮岳 （阮文岳） | ？年－1793年 | 1778年－1793年 | 泰德           | 1778年－1793年 | -    |

### 富春朝廷
| 肖像 | 廟號 | 諡號   | 姓名                    | 在世           | 在位時間       | 年號及使用时间 | 年號及使用时间 | 陵號   |
| ---- | ---- | ------ | ----------------------- | -------------- | -------------- | -------------- | -------------- | ------ |
|      | 太祖 | 武皇帝 | 阮光平 （阮文惠、阮惠） | 1753年－1792年 | 1788年－1792年 | 光中           | 1788年－1792年 | 丹陽陵 |
| -    | -    | -      | 阮光纘                  | 1783年－1802年 | 1792年－1802年 | 景盛           | 1793年－1801年 | -      |
| -    | -    | -      | 阮光纘                  | 1783年－1802年 | 1792年－1802年 | 寶興           | 1801年－1802年 | -      |

## 世系图
|                                      |                                      |                                      |                                      |                                      |                                      |  |  | 胡丕康           |  |  |  |  |  |  |  |                                          |                                          |                                          |                                          |                                          |                                          |  |  |  |  |  |  |  |  |  |  |  |  |  |  |
|                                      |                                      |                                      |                                      |                                      |                                      |  |  |                  |  |  |  |  |  |  |  |                                          |                                          |                                          |                                          |                                          |                                          |  |  |  |  |  |  |  |  |  |  |  |  |  |  |
|                                      |                                      |                                      |                                      |                                      |                                      |  |  | 胡士英           |  |  |  |  |  |  |  |                                          |                                          |                                          |                                          |                                          |                                          |  |  |  |  |  |  |  |  |  |  |  |  |  |  |
|                                      |                                      |                                      |                                      |                                      |                                      |  |  |                  |  |  |  |  |  |  |  |                                          |                                          |                                          |                                          |                                          |                                          |  |  |  |  |  |  |  |  |  |  |  |  |  |  |
|                                      |                                      |                                      |                                      |                                      |                                      |  |  | 胡世炎           |  |  |  |  |  |  |  |                                          |                                          |                                          |                                          |                                          |                                          |  |  |  |  |  |  |  |  |  |  |  |  |  |  |
|                                      |                                      |                                      |                                      |                                      |                                      |  |  |                  |  |  |  |  |  |  |  |                                          |                                          |                                          |                                          |                                          |                                          |  |  |  |  |  |  |  |  |  |  |  |  |  |  |
|                                      |                                      |                                      |                                      |                                      |                                      |  |  | 胡丕福 1753-1792 |  |  |  |  |  |  |  |                                          |                                          |                                          |                                          |                                          |                                          |  |  |  |  |  |  |  |  |  |  |  |  |  |  |
|                                      |                                      |                                      |                                      |                                      |                                      |  |  |                  |  |  |  |  |  |  |  |                                          |                                          |                                          |                                          |                                          |                                          |  |  |  |  |  |  |  |  |  |  |  |  |  |  |
|                                      |                                      |                                      |                                      |                                      |                                      |  |  |                  |  |  |  |  |  |  |  |                                          |                                          |                                          |                                          |                                          |                                          |  |  |  |  |  |  |  |  |  |  |  |  |  |  |
| 歸仁朝廷 (1)泰德帝 阮岳 ？-1778-1793 | 歸仁朝廷 (1)泰德帝 阮岳 ？-1778-1793 | 歸仁朝廷 (1)泰德帝 阮岳 ？-1778-1793 | 歸仁朝廷 (1)泰德帝 阮岳 ？-1778-1793 | 歸仁朝廷 (1)泰德帝 阮岳 ？-1778-1793 | 歸仁朝廷 (1)泰德帝 阮岳 ？-1778-1793 |  |  |                  |  |  |  |  |  |  |  | 富春朝廷 (1)阮太祖 阮惠 1753-1788-1792   | 富春朝廷 (1)阮太祖 阮惠 1753-1788-1792   | 富春朝廷 (1)阮太祖 阮惠 1753-1788-1792   | 富春朝廷 (1)阮太祖 阮惠 1753-1788-1792   | 富春朝廷 (1)阮太祖 阮惠 1753-1788-1792   | 富春朝廷 (1)阮太祖 阮惠 1753-1788-1792   |  |  |  |  |  |  |  |  |  |  |  |  |  |  |
| 歸仁朝廷 (1)泰德帝 阮岳 ？-1778-1793 | 歸仁朝廷 (1)泰德帝 阮岳 ？-1778-1793 | 歸仁朝廷 (1)泰德帝 阮岳 ？-1778-1793 | 歸仁朝廷 (1)泰德帝 阮岳 ？-1778-1793 | 歸仁朝廷 (1)泰德帝 阮岳 ？-1778-1793 | 歸仁朝廷 (1)泰德帝 阮岳 ？-1778-1793 |  |  |                  |  |  |  |  |  |  |  | 富春朝廷 (1)阮太祖 阮惠 1753-1788-1792   | 富春朝廷 (1)阮太祖 阮惠 1753-1788-1792   | 富春朝廷 (1)阮太祖 阮惠 1753-1788-1792   | 富春朝廷 (1)阮太祖 阮惠 1753-1788-1792   | 富春朝廷 (1)阮太祖 阮惠 1753-1788-1792   | 富春朝廷 (1)阮太祖 阮惠 1753-1788-1792   |  |  |  |  |  |  |  |  |  |  |  |  |  |  |
| 孝公 阮文寶 ？-1793-1798             | 孝公 阮文寶 ？-1793-1798             | 孝公 阮文寶 ？-1793-1798             | 孝公 阮文寶 ？-1793-1798             | 孝公 阮文寶 ？-1793-1798             | 孝公 阮文寶 ？-1793-1798             |  |  |                  |  |  |  |  |  |  |  | 富春朝廷 (2)景盛帝 阮光纘 1783-1793-1802 | 富春朝廷 (2)景盛帝 阮光纘 1783-1793-1802 | 富春朝廷 (2)景盛帝 阮光纘 1783-1793-1802 | 富春朝廷 (2)景盛帝 阮光纘 1783-1793-1802 | 富春朝廷 (2)景盛帝 阮光纘 1783-1793-1802 | 富春朝廷 (2)景盛帝 阮光纘 1783-1793-1802 |  |  |  |  |  |  |  |  |  |  |  |  |  |  |

## 延伸阅读
- （日語）（中文）吳士連等. . 陳荊和編校. 東京都文京區本鄉: 東京大學東洋文化硏究所附屬東洋學文獻センター（昭和59－61年）（1984－1986）.
- （繁體中文）阮朝國史館.  [《大南實錄》].
- （繁體中文）李文馥等.  [《埜史略編紀》].
- （繁體中文）潘叔直.  [《國史遺編》]. 香港: 中文大學新亞研究所東南亞研究室. 1965.
- （简体中文）陳仲金.  [《越南通史》（原文書名：《越南史略》）]. 由戴可來翻译. 北京: 商務印書館. 1992. ISBN 7-100-00454-3.
- （简体中文）越南社會科學委員會.  [《越南歷史》]. 北京大學東語系越南語教研室譯. 北京: 人民出版社. 1977.
- （简体中文）郭振鐸; 張笑梅. . 北京: 中國人民大學出版社. 2001. ISBN 7-3000-3402-0.
- （繁體中文）陳竹灕.  (PDF) (碩士论文). 高雄: 國立中山大學. 2005  [2021-10-05]. （原始内容存档 (PDF)于2016-03-04）.
- （简体中文）穆黛安. . 由劉平翻译. 商务印书馆. 2019-02-01. ISBN 9787100161916. 原著Dian H. Murray. . Stanford University Press. 1987  [2021-10-05]. （原始内容存档于2022-09-14）.

## 外部連結
- （英文）（越南文）（中文）.   [2008-10-28]. （原始内容存档于2009-02-27）.